# Ellenőrző faktorelemzés
A többváltozós statisztikában az ellenőrző faktorelemzés a faktoranalízis egy speciális formája. Azt vizsgálja, hogy egy konstruktum (jelen esetben egy magyarázó változó, ami nem figyelhető meg közvetlenül) konzisztens-e azzal, amit a kutató gondol arról a konstruktumról vagy faktorról. Az ellenőrző faktorelemzés tehát azt vizsgálja, hogy az adatok illeszkednek-e a hipotetitikus modellre. Ez a hipotetikus modell elméleti vagy korábbi empirikus kutatáson alapulhat. Az eljárást először Jöreskog fejlesztette ki.
Az ellenőrző faktorelemzésben a kutató először hipotéziseket alkot arról, hogy a milyen faktorok húzódnak meg az általa használt eszközök mögött (pl.: egy ötfaktoros személyiségskála vonásai) és ezen előzetes ismeretei alapján korlátozza a modellt. Ez alapján lehetséges, hogy konkrétan egy elméletből levezetett modell kerüljön tesztelésre az adatok függvényében, ellentétben a feltérképező faktorelemzéssel, ahol nem lehet ilyen megkötéseket alkalmazni. Például, ha az a feltételezés, hogy a kovarianciát két egymástól független faktor magyarázza, meghatározható, hogy a köztük lévő kovariancia mértéke mekkora legyen. Az illeszkedési mutatók alapján értékelhetőek és összehasonlíthatóak egyes modellek az illeszkedés tekintetében. Ha nem illeszkednek az adatra megfelelően a kutató által meghatározott korlátozások, az tükröződni fog a mutatókban.

## Ellenőrző faktorelemzés és feltáró faktorelemzés
Mind a feltáró, mind az ellenőrző faktorelemzés arra használható, hogy a mért változók közötti közös variancia megérthető legyen, és mindezt egy faktorra vagy látens változóra lehessen  visszavezetni. A hasonlóság ellenére konceptuálisan különbözik egymástól a két eljárás.
A feltáró faktorelemzés célja egy adott mintán azonosítani a faktorokat és maximalizálni a magyarázott varianciát. A kutatónak nem szükséges rendelkeznie specifikus hipotézisekkel azzal kapcsolatban, hogy hány faktor várható és milyen változók határozzák meg őket. Még ha léteznek is ezek a feltételezések, nem építhetőek bele az elemzés folyamatába, tehát az eredményeket sem befolyásolják. Ezzel szemben az ellenőrző faktorelemzés egy előzetes hipotézist vizsgál és erősen elméletvezérelt. A kutatónak az elemzés előtt meg kell határoznia a megfigyelt változók segítségével a faktorokat, valamint a látens és megfigyelt változók közötti kapcsolatrendszert A feltáró faktorelemzésben az egyes faktortöltések szabadon változnak, míg az ellenőrző faktorelemzés lehetővé teszi, hogy egyes kapcsolatok súlya annak beállításával nulla legyen.
Kutatásokban többször feltáró faktorelemzést használnak olyan helyzetben is, mikor az ellenőrző faktorelemzés lenne a jobb megoldás. Vitatott, hogy az ellenőrző faktorelemzést mennyire lehet feltáró jelleggel használni.  Azonban félrevezető azt állítani, hogy az ellenőrző faktorelemzés minden szempontból csak „ellenőrző” lenne. Az elemzések ún. módosítási mutatókat (modification indices),  is adnak amely a modell illeszkedésének javulásáról tájékoztatnak egyes korlátozások megváltoztatása esetén. Továbbá a két eljárás nem zárja ki egymást. Például egy-egy rosszul illeszkedő ellenőrző modellt követően érdemes feltáró faktorelemzést is használni.

## Ellenőrző faktorelemzés és strukturális egyenletmodellezés
Ellenőrző faktorelemzést általában strukturális egyenlet modellező programokkal, mint a LISREL, EQS, AMOS, vagy az Mplus, szoktak végezni. Az ellenőrző faktorelemzés gyakran az első lépés, hogy egy megfelelő modell a strukturális egyenlet modellezés keretén belül meghatározásra kerüljön. A strukturális egyenlet modellezés (SEM) modellilleszkedés értelmezésének szabályai érvényesek az ellenőrző faktorelemzésben is. A különbség a SEM és a feltáró faktorelemzés között, hogy az utóbbiban a látens változók között nincsenek feltételezett egyirányú kapcsolatok. Más szavakkal, az ellenőrző faktorelemzésben nincsen feltételezett oksági kapcsolat a faktorok között, míg a SEM meghatározhat ilyen viszonyokat is. A SEM kontextusában az ellenőrző faktorelemzést gyakran „mérési modellnek”, míg a látens változók közötti egyirányú kapcsolatokkal rendelkező modellt „strukturális modellnek” nevezik.

## A modell illeszkedés értékelése
Az ellenőrző faktorelemzésben több mutató határozza meg a modell illeszkedését. Fontos, hogy az adatok és a modell jó illeszkedése nem jelenti azt, hogy az adott modell a jó modell. Egy jó modell illeszkedés csak azt jelenti, hogy a modell valószínű. Más modellek is lehetnek valószínűek, miközben nem tudhatjuk, hogy melyik a jó modell. Az viszont igaz, hogy ha a modell nem valószínű, akkor az nem lehet a jó modell sem. Egy ellenőrző faktorelemzés eredményeinél fel kell tüntetni: a) a feltételezett modelleket, b) a változtatásokat, c) mely mért változók határozzák meg az egyes látens változókat/faktorokat, d) a látens változók/faktorok közötti kovariánciátkat, e) minden más vonatkozó információt, például, hogy milyen korlátozásokat alkalmaztak. Bár csábító, nem elég csak a legjobb illeszkedési mutatókkal rendelkező modellről beszámolni. Változó álláspontok vannak arról, hogy mely illeszkedési mutatókra érdemes építeni, azonban a Khí-négyzet próba, az RMSEA, a CFI és az SRMR használata erősen ajánlott.

### Abszolút illeszkedési mutatók
Az abszolút illeszkedési mutatók mutatják, hogy a feltételezett modell mennyire illeszkedik az adatokra. Ezek közé tartozik a Khí-négyzet próba, az RMSEA, a GFU, az AGFI, az RMR és az SRMR.

#### Khí-négyzet próba
A Khí-négyzet próba mutatja a megfigyelt és feltételezett kovariancia mátrixok közti különbséget. A nullához közeli értékek jobb illeszkedést mutatnak, mivel kisebb a különbség az elvárt és megfigyelt kovariancia mátrixok között. A Khí-négyzet próbák alkalmasak arra is, hogy közvetlenül összehasonlítsák a beágyazott modellek illeszkedését az adatokra. Hátránya, hogy kis elemszám esetén nagyon valószínű az elsőfajú hiba előfordulása (elfogadja a modellt, holott valójában nem szignifikáns). Nagy elemszám esetén a másodfajú hiba valószínűsége nő meg (tehát nem nehéz megfelelően illeszkedő modellt találni). Emiatt több más mutató használata is erősen indokolt az illeszkedés vizsgálatára

#### Megközelítési négyzetes középérték hiba
A megközelítési négyzetes középérték hiba (Root mean square error of approxiamtion, RMSEA) az elemszámtól függetlenül hasonlítja össze a optimális paraméterekkel rendelkező hipotetikus modellt és a populáció kovarianca mátrixát. Az RMSEA értéke 0 és 1 közé eshet, minél kisebb, annál jobb az illeszkedés. A 0,06 vagy az annál kisebb értékek elfogadható modellilleszkedést mutatnak.

#### Reziduális négyzetes középérték és standardizált reziduális négyzetes középérték
A reziduális négyzetes középérték (root mean square residual, RMR) és standardizált reziduális négyzetes középérték (square root mean square residual, SRMR) a minta és a hipotetikus modell kovariancia mátrixa közötti eltérés négyzetgyöke.  Az RMR-t nehéz értelmezni, mivel értéke függ az adott skálák léptékétől. Az értelmezés akkor válik nehézzé, ha két kérdőív szerepel a modellben, az egyik 0-10-ig, a másik 1-3-ig terjedő skálával. Az SRMR kiküszöböli ezt a nehézséget, értéke  0 és 1 közé tehető. 0,08 vagy az alatti érték esetén mutat megfelelő modellilleszkedést.

#### Illeszkedés jósága mutató és igazított illeszkedés jósága
Az illeszkedés jósága mutató (goodness of fit index, GFI) a hipotetikus modell és a megfigyelt kovariancia mátrix közötti illeszkedést méri. Mivel ez a számítás függ a látens változókhoz kapcsolódó változók számától, az igazított illeszkedés jósága mutatót (adjusted goodness of fit index, AGFI) is használják, ahol ez a tényező már nem játszik szerepet. A két mutató értéke 0 és 1 közé esik, és a 0,9-es érték mutat jó illeszkedést.

### Relatív illeszkedési mutatók
A relatív illeszkedési mutatók a hipotetikus modell khí-négyzet értéket hasonlítják össze egy null vagy baseline-modellel. Ez a null-modell mindig tartalmaz egy olyan modellt, ahol a változók nem korrelálnak egymással, tehát nagy a khí-négyzet értéke (vagyis rossz az illeszkedése). Ilyen mutatók a normálizált illeszkedési mutató és az összehasonlító illeszkedési mutató.

#### Normalizált illeszkedési mutató és nem-normalizált illeszkedési mutató
A normalizált illeszkedési mutató (normed fit index, NFI) a hipotetikus és a null modell khí-négyzet értéke közötti különbséget elemzi. A mutató azonban rendkívül érzékeny az elemszámra. A nem-normalizált illeszkedési mutató (non-normed fit index, NNFI) vagy Tucker-Lewis mutató (Tucker-Lewis Index, TLI) kiküszöböli a minta méretéből származó problémát, azonban néha hibásan nullánál kisebb vagy egynél nagyobb értéket mutat. Mindkét mutató 0 és 1 közé esik, a 0,95-ös értéknél nagyobb mutat jó modellilleszkedést.

#### Összehasonlító illeszkedési mutató
Az összehasonlító illeszkedési mutató (comparative fit index, CFI) az adatok és a hipotetikus modell közti különbséget elemzi úgy, hogy közben korrigálja a khí-négyzet próba elemszám-érzékenységét és a normalizált illeszkedési mutatót.  A mutató értéke 0 és 1 közé eshet, minél nagyobb, annál jobb az illeszkedés. Általában a 0,90-es, vagy nagyobb érték indikálja a jó modellilleszkedést.

## Azonosítás és alulazonosítás
A modell paramétereinek megfelelő kiszámításához szükséges, hogy a megfelelően azonosítsuk a modellt. Ezért a nem ismert paraméterek (q) számának kevesebbnek kell lenne a mért változók egyedi varianciái és kovarianciái számánál; p(p+1)/2. Ez az egyenlet a „t-szabály”. Ha túl kevés az információ, amin alapulnak a paraméterszámítások, akkor a modell alulazonosított és a paraméterei nem lehetnek megfelelően kiszámítva.

## Fordítás
- Ez a szócikk részben vagy egészben  a   Confirmatory factor analysis című angol Wikipédia-szócikk ezen változatának fordításán alapul.  Az eredeti cikk szerkesztőit annak laptörténete sorolja fel. Ez a jelzés csupán a megfogalmazás eredetét és a szerzői jogokat jelzi, nem szolgál a cikkben szereplő információk forrásmegjelöléseként.